# Val de Travers

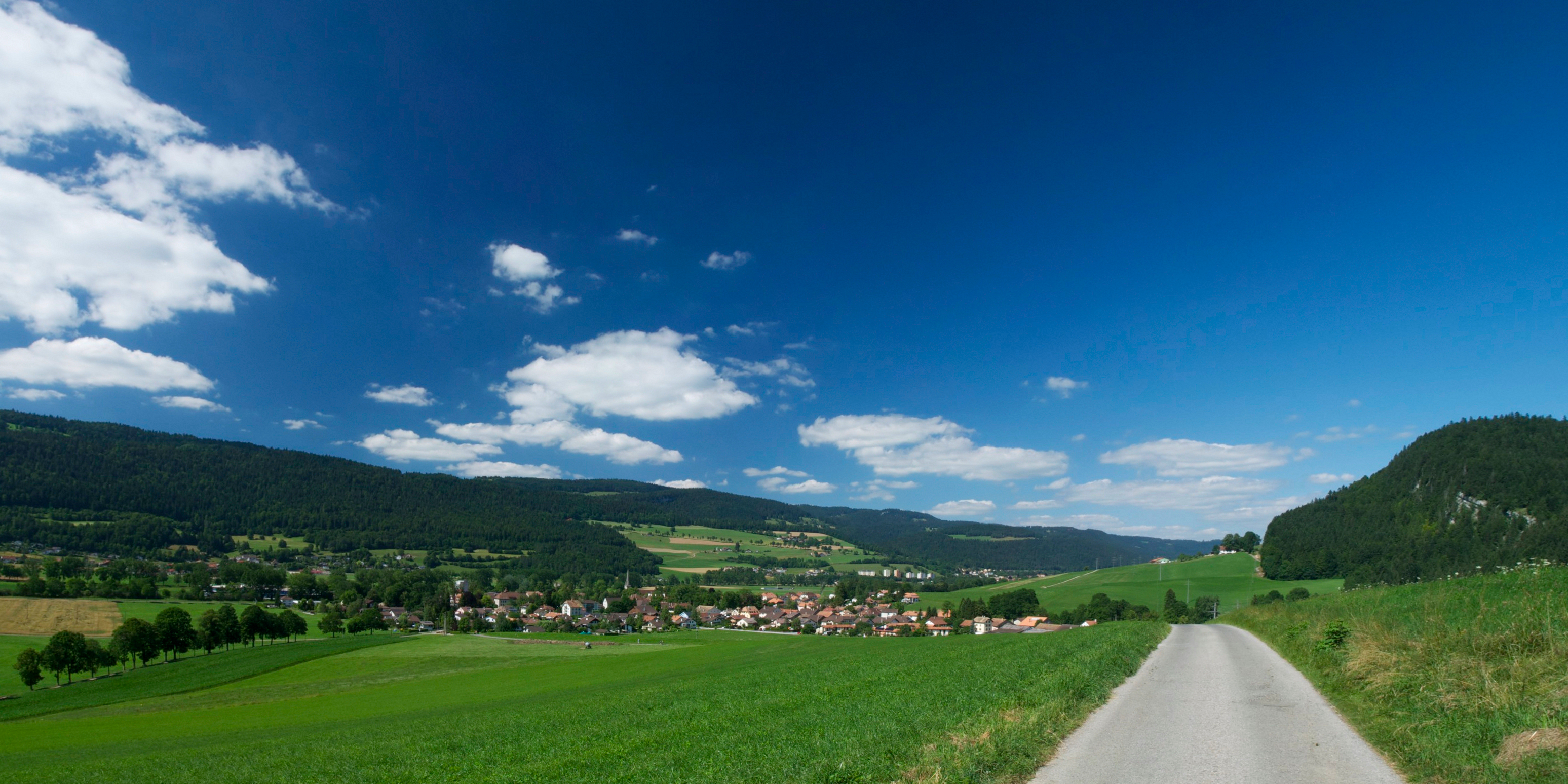
Pohled na krajinu údolí

Val de Travers  je údolí v pohoří Neuchâtelský Jura ve Švýcarsku. Protéká jím řeka Areuse; průměrná nadmořská výška dna údolí se pohybuje kolem 730 metrů. Údolí zaujímá východní část bývalého stejnojmenného okresu Val-de-Travers v kantonu Neuchâtel. Za svůj název vděčí údolí Val de Travers skutečnosti, že leží v pravém úhlu k ostatním údolím Jury v kantonu Neuchâtel (Vallée de la Brévine, Vallée de La Sagne a Val de Ruz). Údolí se již od římských dob latinsky nazývá Vallis Transversa.
Na východním konci údolí se nachází známý skalní útvar Creux du Van.

## Geografie

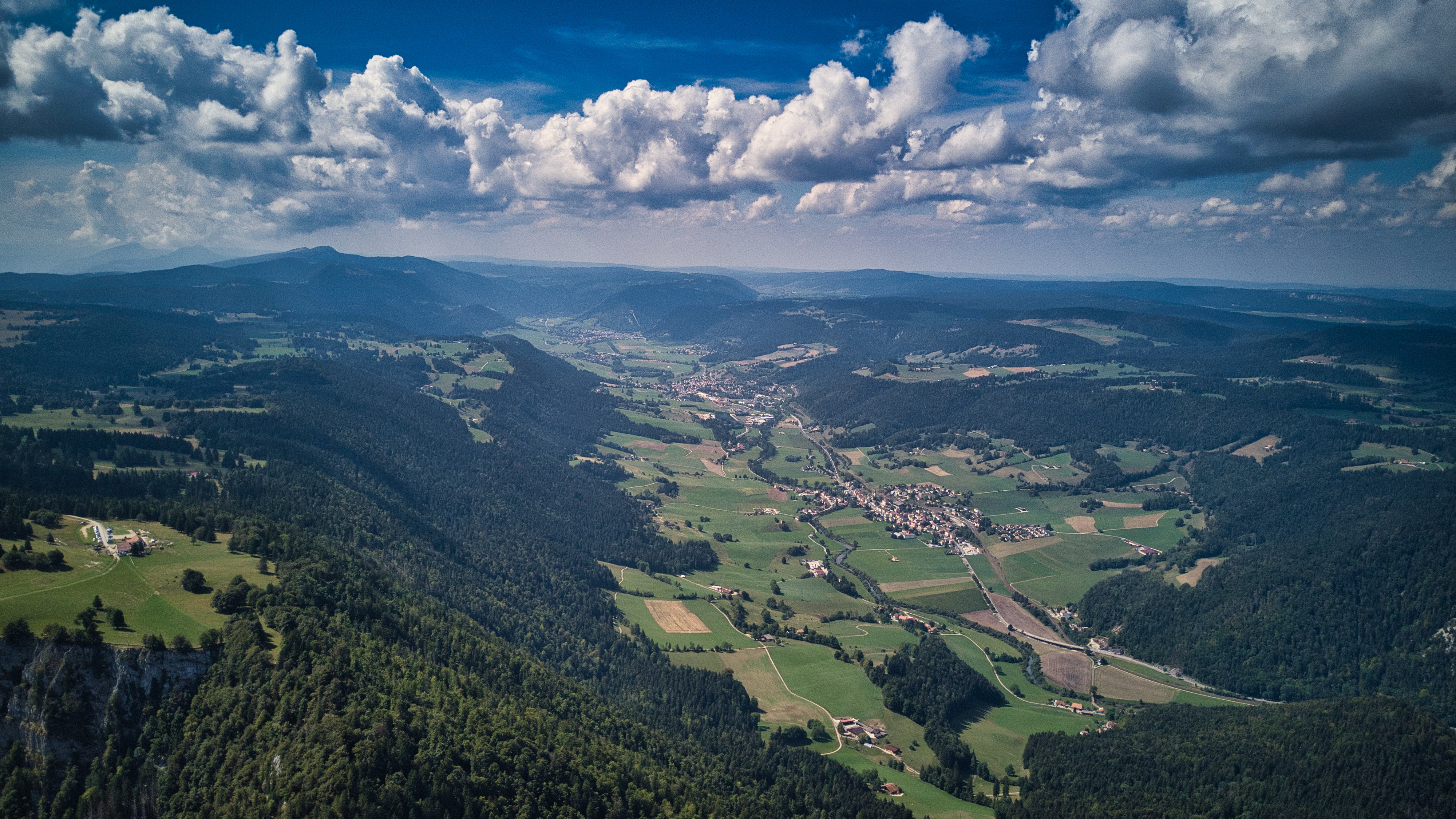
Letecký pohled na údolí

Údolí Val de Travers se táhne v délce asi 15 km ve směru západ-jihozápad-východ-severovýchod. Má ploché údolní dno široké nejvýše 0,5 až 2 km, zatímco celá údolní kotlina (s přilehlými svahy) je široká asi 3 až 4 km. Údolí Val de Travers začíná jihozápadně od vesnice Buttes v místě, kde se soutěskovité údolí Vallon de Noirvaux otevírá do široké údolní pánve. Dno údolí se zde nachází v nadmořské výšce 770 m. Asi po 4 km se do údolí Val de Travers vlévá od západu hlavní řeka Areuse soutěskou u Fleurier. Z geografického hlediska patří do údolí Val de Travers také kotlina Saint-Sulpice na západ od této soutěsky.
U Fleurier se dno údolí nachází v nadmořské výšce 740 m, kde se říčka Buttes vlévá do Areuse. Řeka protéká povodím ve směru východ-severovýchod, zčásti kanalizovaná a napřímená, zčásti s přirozenými, ale zpevněnými břehy. Na svém toku přijímá z jihu řeku Bied a ze severu řeku Sucre, oba krátké boční toky, které si do svahů zařízly erozní údolí. Jinak jsou svahy údolí jen mírně členité.
V severovýchodní části údolí Val de Travers se nachází údolní kotlina Noiraigue, která je od hlavní části údolí oddělena předsunutým hřebenem Colline des Oeuillons. Areuse zde přijímá přítoky z řeky Noiraigue, která pramení v krasové oblasti. Úzký úsek mezi Clusette (1119 m n. m.) na severu a Dos de l'Ane (až 1300 m n. m.) Soliat na jihu, jímž Areuse protéká do soutěskovitého údolí, tvoří východní konec údolí Val de Travers. Na 12 km úseku mezi Fleurier a Noiraigue má Areuse sklon pouhých 0,1 %; podélný sklon údolí Val de Travers je tedy minimální.
Údolí Val de Travers je na jihu lemováno nejjižnějším jurským řetězcem s hlavními vrcholy Chasseron (1607 m n. m.) a Soliat (1463 m n. m.) a na severu dalším řetězcem s vrcholy Montagne de Buttes (1245 m n. m.), Trémalmont (1277 m n. m.) a Crêt du Cervelet (až 1308 m n. m.). Zatímco strmé svahy údolí jsou převážně zalesněné (především jedlovými a bukovými lesy), ve vyšších polohách se nacházejí rozsáhlé pastviny.

## Osídlení

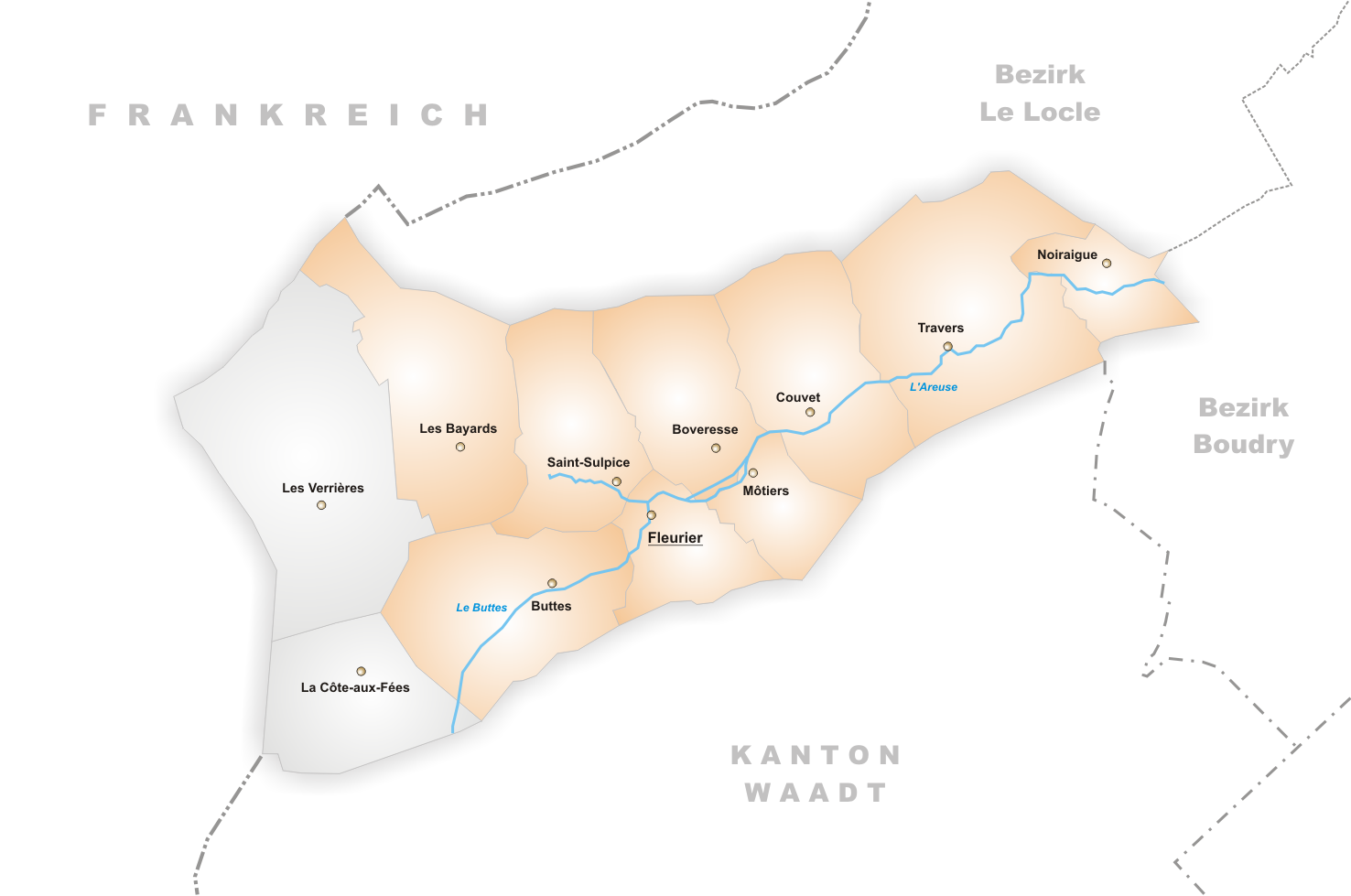
Mapa obcí a vesnic v údolí Val de Travers

V minulosti patřilo k údolí Val de Travers osm obcí (seřazených od jihozápadu k severovýchodu): Buttes, Saint-Sulpice, Fleurier, Boveresse, Môtiers, Couvet, Travers a Noiraigue. Ke konci roku 2007 v nich žilo 10 467 obyvatel. Nová obec Val-de-Travers zahrnuje těchto osm bývalých obcí a vesnici Les Bayards a má přibližně 10 tisíc obyvatel.
Největší obcí je Fleurier s 3518 obyvateli, ale hlavním sídlem je Môtiers s 825 obyvateli.

## Hospodářství
Od konce 18. století je údolí Val de Travers vysoce industrializovaným údolím. Dnešní průmysl se soustřeďuje na přesnou mechaniku, mikrotechnologii, přístrojovou techniku, výrobu přesných nástrojů a zpracování dřeva. Hodinářský průmysl, který kdysi dominoval, ve 21. století již prakticky není zastoupen. Vedlejší roli v příjmech obyvatelstva hraje také zemědělství. Díky úrodné půdě převládá v údolní nivě orná půda a louky, zatímco ve vyšších polohách se provozuje extenzivní pastevectví.

## Historie

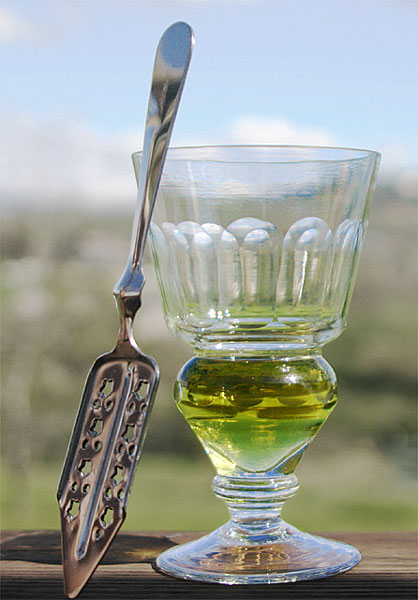
Absint

Již v římských dobách bylo údolí Val de Travers využíváno jako tranzitní trasa mezi švýcarským středohořím a regiony Pontarlier a Dole. Údolí je poprvé zmíněno v dokumentu z roku 1049 pod názvem Vallis Transversa. Později se objevily názvy Vallis traversis (1150) a Vallis traversa (1320). Název pochází z latiny a znamená jednoduše příčné údolí, i když je třeba poznamenat, že z geologického hlediska je Val de Travers podlouhlé údolí Jury, a nikoliv příčné údolí.
Údolí bylo osídlováno od 10. století poté, co zde benediktinští mniši založili klášter nedaleko Môtiers. Mniši začali údolí, které v té době patřilo k území Burgundského království, vyklízet a kultivovat. Môtiers se následně stalo centrem údolí Val de Travers a převorství mělo církevní i světskou moc. V roce 1237 přešlo údolí pod svrchovanost hrabat z Neuchâtelu. V roce 1344 nechali na ostrohu nad Môtiers postavit hrad, dnešní Vieux Château. Hrabata zde jmenovala svého zástupce, který spravoval kastelánství Vautravers. Tak se ve středověku nazýval územní celek Val de Travers, který byl zhruba stejně velký jako dnešní okres Val-de-Travers. Po sekularizaci kláštera mniši údolí opustili a emigrovali do Francie. Postupem času sdílelo Val de Travers osud knížectví Neuchâtel, které se v roce 1815 stalo členským státem Švýcarské konfederace.
Po dlouhou dobu převládalo v údolí Val de Travers zemědělství (pěstování obilí, konopí a lnu). Kromě toho se rozvíjela řemesla a živnosti, zejména mlýny, pily a kovářství. Kolem poloviny 18. století došlo k rychlé industrializaci. V té době bylo zavedeno krajkářství a hodinářství, které se zpočátku provozovalo přímo v domácnostech. Se založením první hodinářské továrny v roce 1770 se Fleurier stal novým hospodářským centrem údolí. Postupem času vznikla ve vesnicích údolí Val de Travers řada továren v oborech hodinářství, strojírenství, textilní výroby a výroby cementu. Již v roce 1714 se v okolí Buttes těžila ložiska asfaltu. Později byla mezi obcmei Couvet a Travers postavena asfaltárna La Presta, ale těžba byla ukončena v roce 1986. Dnes lze asfaltové doly navštívit v rámci prohlídky s průvodcem.
Ve druhé polovině 19. století se Val de Travers stalo centrem výroby absintu. Pěstování pelyňku (Artemisia absinthium) byly přizpůsobeny rozsáhlé pozemky. Vesnice Couvet vzkvétala jako centrum výroby absintu až do jeho zákazu v roce 1908 v důsledku referenda. Dnes v údolí opět existuje několik palíren absintu. Po zrušení zákazu ve většině evropských zemí v roce 1999 umožnila úprava legislativy týkající se obsahu thujonu opět legální destilaci v údolí od roku 2001. V roce 2005 byl zákaz absintu zrušen také ve Švýcarsku. Od té doby se prodej absintu výrazně zvýšil.

## Doprava
Údolí Val de Travers je snadno dostupné z Neuchâtelu. Údolím prochází hlavní silnice č. 10, která vede z Neuchâtelu přes Fleurier a Les Verrières do Pontarlier ve Francii.
Železniční trať z Neuchâtelu přes údolí Val de Travers do Pontarlieru byla otevřena již 25. července 1860. Kvůli překonání výškového rozdílu mezi údolím Val de Travers a údolím Vallon des Verrières, který činí přibližně 200 m, vede tato železniční trať západně od Travers po severním svahu údolí, a proto nemohla dostatečně obsloužit obce v údolní kotlině. Proto byla souběžně na dně údolí vybudována místní železnice z Travers do Saint-Sulpice, která zahájila provoz 24. září 1883 (úsek Fleurier – Saint-Sulpice je v současnosti pro osobní dopravu uzavřen). Odbočka, otevřená 11. září 1886, také napojila Buttes na švýcarskou železniční síť. Dnes trať Travers–Buttes provozuje regionální dopravní společnost Transports Régionaux Neuchâtelois (TRN) společně se Švýcarskými spolkovými drahami (SBB). Autobusové linky z Fleurier do Boveresse - Couvet a do Vallon des Verrières provozuje rovněž TRN, zatímco spojení do La Brévine - Le Locle a v létě o víkendech do Yverdon-les-Bains zajišťuje společnost Postauto.